# La fiera y la fiesta
La fiera y la fiesta  es una película coproducción de Argentina, República Dominicana y México filmada en colores dirigida por Laura Amelia Guzmán e Israel Cárdenas sobre su propio guion que se estrenó el 11 de julio de 2019 y tuvo como actores principales a.

## Sinopsis
Vera, una actriz que en otro tiempo tuvo fama,  se prepara para filmar como su última película el legado de uno de sus mejores amigos, Jean-Louis Jorge y deberá luchar con los fantasmas de su pasado para llevar adelante el proyecto.

## Reparto
Intervinieron en el filme los siguientes intérpretes:
- Geraldine Chaplin ... Vera
- Udo Kier ... Henry
- Luis Ospina ... Martín
- Jaime Pina ... Víctor
- Jacki Ludueña ... Yony
- Pau Bertolini .... Stonem
- Jeradin Asencio	...	Myriam
- Fifi Poulakidas	...	Stella
- Jean-Louis Jorge	...	Él mismo  (filme de archivo)

## Críticas
Paula Vázquez Prieto en La Nación opinó:

”La fiera y la fiesta se construye como un extraño rompecabezas en la frontera entre la melancolía y el absurdo....La dependencia de la figura de Jean-Louis Jorge es un arma de doble filo para la película. El intento de narrar una historia -la de Vera filmando, coqueteando con los jóvenes bailarines, fumando como Garbo congelada en el celuloide- se disgrega cuando el fantasma de Jorge le arrebata el protagonismo. Pero Laura Guzmán...codirectora junto al mexicano Israel Cárdenas, contagian de un espíritu camp y psicodélico a su historia, suman al crítico y realizador Luis Ospina...a la trama, y enlazan la nostalgia con una feroz sensualidad. Chaplin esgrime esa exacta combinación de fortaleza y vulnerabilidad que es tanto síntesis de la figura del mítico Jean-Louis Jorge como epítome de su presencia como estrella.

Leonardo D’Espósito en Noticias dijo:

” Lo mejor de esta película es Geraldine Chaplin... Aquí es otra actriz (imperfecta) que decide tomar el guion inacabado de un amigo y filmarlo en una locación caribeña. Donde, juego de idas y vueltas, realidad y ficción se cruzan, los secretos familiares, también, y la imaginación del personaje invade todo para que película en la película y fuera de ella se vuelvan una sola cosa. Suena complicado, pero no lo es: en ese sentido la película incluso muestra como máxima debilidad la necesidad de apoyarse en ciertos clichés perezosos y falsa poesía. Pero la Chaplin logra disolver el efecto molesto de tales elecciones y queremos ver qué sucede con su personaje, con sus historias y con sus fantasías.
Cine al servicio de la interpretación, y no está mal.